# Rolf Lindqvist
Rolf Ludvig Albert Lindqvist, född den 6 augusti 1911 i Borås, död den 1 februari 1993 i Karlstad, var en svensk ämbetsman.
Lindqvist avlade studentexamen i Vänersborg 1929 och juris kandidatexamen vid Uppsala universitet 1934. Han blev biträdande och extra länsbokhållare vid länsstyrelsen i Älvsborgs län 1934, extra ordinarie länsbokhållare där 1936, länsbokhållare av första klassen samt taxeringsinspektör där 1944, länsassessor i Blekinge län 1946, i Värmlands län 1948, därjämte kanslichef i V civilområdet 1952, och taxeringsintendent i Gävleborgs län 1956. Lindqvist var landskamrerare i Skaraborgs län 1960–1971, länsråd där 1971–1977 och extra domare i länsrätten i Värmlands län 1978–1982. Han var sekreterare, ledamot och ordförande i flera statliga utredningar. Lindqvist blev riddare av Nordstjärneorden 1961 och kommendör av samma orden 1966. Han vilar i sin familjegrav på Strandkyrkogården i Vänersborg.